# 오산대학교
오산대학교(烏山大學校, Osan University)는 경기도 오산시에 있는 전문대학이다.

## 연혁
- 1978년 12월 28일 : 오산공업전문대학 설립
- 1979년 3월 7일 : 개교
- 1980년 3월 1일 : 도서관, 학보사 및 방송국 개소
- 1986년 12월 8일 : 복지관 준공
- 1990년 : 오산전문대학으로 교명 변경
- 1993년 11월 10일 : 오산대학 부설유치원 설립
- 1994년 5월 1일 : 학생회관 준공
- 1996년 3월 1일 : 대학본관 준공
- 1996년 5월 10일 : 야외공연장 준공
- 1998년 6월 1일 : 오산대학으로 교명 변경
- 2004년 3월 24일 : 오산대학 산학협력단 설립
- 2005년 9월 28일 : 종합정보관 준공
- 2012년 3월 7일 : 오산대학교로 교명 변경
- 2018년 : 교육부 대학기본역량진단평가 결과 역량강화대학 선정 및 조건부 일반재정지원[2]
- 2018년 1월 30일 : ‘’’디지털콘텐츠디자인과’’’전문대 연계 직업교육 위탁과정 우수사례 선정

## 교육편제
오산대학교는 2021년 기준, 공학, 인문사회, 자연과학, 예체능 등 4개 계열을 설정하고 29개 전문학사 학위 과정을 편제하고 있다.